# Јан Хамер
Јан Хамер (чеш. Jan Hammer; Праг, 17. април 1948) је чешки композитор, пијаниста и клавијатуриста. Славу је стекао компонујући филмску музику за телевизију и филм, укључујући и Miami Vice Theme и Crockett's Theme (Крокетова тема), из популарне серије Пороци Мајамија. Хамер је сарађивао са неким од најутицајнијих рок и џез музичара, као што су Ал Ди Меола, Мик Џегер, Карлос Сантана, Стенли Кларк, Томи Болин и многи други. Његове композиције су освојиле неколико Греми награда.

## Биографија
Јан Хамер је рођен 1948. године у Прагу. Његова мајка Власта Пруцхова је била позната чешка певачица, а отац је био лекар. Хамер је почео да свира клавир са четири године, а са наставом је почео две године касније. Након учешћа на музичком такмичењу, Хамер је отишао на Музички колеџ Беркли и добио стипендију. У раним 1970-им, наступао је са Џеријем Гудманом и Алвином Џонсоном. Од 1971, Хамер је постао члан прогресивне рок групе Махавихсну Оркестар, који је објавио неколико албума.
Учествовао је у снимању албума Spectrum (1973) и Teaser (1975). Касније је сарађивао са Ал Ди Меолом.
Током осамдесетих година 20. века, Хамер је углавном радио на телевизији и урадио је познату музику за телевизијску серију Пороци Мајамија. До данас овај саундтрек је продат у више од 7 милиона примерака широм света и добио је платинасти сертификат.

## Пороци Мајамија и успеси
Његове композиције се појављују у много филмова и ТВ серија у САД, као и за документарне филмове и рекламе. Али највећи изазов имао је у јесен 1984, када су га продуценти серије Пороци Мајамија позвали да сарађује са њима.
Велики успех његове музике у серији био је евидентан након само једне сезоне приказивања. Већ 2. новембра 1985, Miami Vice Soundtrack је хит број један на Билборд Топ листама поп албума, а сам албум постиже четвороструки платинасти статус у САД. За кратко време продато је више од четири милиона примерака.
На додели Греми награда у фебруару 1986, Miami Vice Theme је добила две награде, једну за најбоље поп инструментално извођење и једну за најбољу инструменталну композицију. Хамер је такође номинован за Еми награду 1985. и 1986. Раније је освојио награду Best Studio Synthesist, када је и примљен у Кућу славних (Keyboard Hall of Fame).

## Дискографија

### Соло албуми
- The Jan Hammer — Trio Maliny Maliny (aka Make Love) (1968) MPS Records
- Jerry Goodman & Jan Hammer — Like Children (1974) Nemperor / Sony
- Jan Hammer — The First Seven Days (1975) Nemperor / Sony
- Jan Hammer Group — Oh Yeah? (1976) Nemperor / Sony
- Jan Hammer Group — Jeff Beck with the Jan Hammer Group Live (1977) Epic
- Jan Hammer Group — Melodies (1977) Nemperor / Sony
- Hammer — Black Sheep (1978) Elektra / Asylum
- Hammer — Hammer (1979) Elektra / Asylum
- Neal Schon & Jan Hammer — Untold Passion (1981) Columbia
- Neal Schon & Jan Hammer — Here to Stay (1983) Columbia
- Jan Hammer — Miami Vice (1985) MCA
- Jan Hammer — The Early Years (1986) Nemperor / Sony
- Jan Hammer — Escape from Television (1987) MCA
- Jan Hammer — Snapshots (1989) MCA
- Jan Hammer — Police Quest 3 Soundtrack (PC game) (1991) Sierra
- Jan Hammer — BEYOND The Mind’s Eye (1992) Miramar / MCA
- Jan Hammer — Drive (1994) Miramar
- Jan Hammer — Snaphots 1.2 (2000) One Way
- Jan Hammer — Miami Vice: The Complete Collection (2002) One Way
- Jan Hammer — The First Seven Days (Remastered) (2003) Columbia/Legacy
- Jan Hammer — The Best of Miami Vice (2004) Reality Records
- Jan Hammer — Black Sheep/Hammer (2 CD Set) (2005) Wounded Bird Records
- Jan Hammer Project (Featuring TQ) — «Crockett’s Theme» (2006) LuckySong/Sony/BMG
- Jan Hammer — «Cocaine Cowboys» Soundtrack (2007) Red Gate Records
- Jan Hammer Group — «Live In New York» (2008) Red Gate Records

### Албуми са Махавихсну Оркестром
- 1971 — The Inner Mounting Flame
- 1972 — Birds of Fire
- 1973 — Between Nothingness and Eternity
- 1980 — The Best of The Mahavishnu Orchestra
- 1973 — The Lost Trident Sessions